# Daniel Espartaco Sánchez
Daniel Espartaco Sánchez (Chihuahua, 13 de noviembre de 1977) es un escritor de narrativa mexicano. En diciembre de 2011, su libro de relatos Cosmonauta fue seleccionado como uno de los mejores libros de ficción del año, según la revista Nexos. En agosto de 2012 fue incluido en el número 47 de la revista Picnic, entre los cien perfiles representativos del arte y la cultura contemporánea en México.
En diciembre de 2012, Autos usados apareció en la lista de mejores libros de Nexos de ese mismo año; el libro ganó el Premio Bellas Artes de Narrativa Colima para Obra Publicada al año siguiente, en 2013.

## Obra publicada
- Los nombres de las constelaciones (2021) Dharma Books.[6]
- Memorias de un hombre nuevo (2015) Literatura Random House.[7]
- Autos usados (novela) (2012). Random House Mondadori.[8]
- Cosmonauta. Dirección General de Publicaciones. Fondo Editorial Tierra Adentro. México, 2011.[9]

## Premios literarios
- Premio Nacional de Literatura Gilberto Owen 2005[10]
- Premio Nacional de Cuento Agustín Yáñez 2009[11]
- Premio Bellas Artes de Narrativa Colima para Obra Publicada[12]